# Zaluzianskya rubrostellata
Zaluzianskya rubrostellata är en flenörtsväxtart som beskrevs av O.M. Hilliard och B.L.Burtt. Zaluzianskya rubrostellata ingår i släktet Zaluzianskya och familjen flenörtsväxter. Inga underarter finns listade i Catalogue of Life.